# خوسيه ماريا موراليس
خوسيه ماريا موراليس (بالإسبانية: José María Morales)‏ هو منتج أفلام إسباني، ولد في القرن العشرين.

## وصلات خارجية
- خوسيه ماريا موراليس على موقع IMDb (الإنجليزية)
- خوسيه ماريا موراليس على موقع قاعدة بيانات الفيلم (الإنجليزية)